# Drivastum
Drivastum (łac. Diocesis Drivastensis) – stolica historycznej diecezji w Dalmacji Superiore, sufragania również historycznej archidiecezji Doclea w rejonie Epir, współcześnie miejscowość Drisht, w obwodzie Szkodra, w Albanii. Obecnie katolickie biskupstwo tytularne. 

## Historia
Diecezja Drivastum została erygowana w IV w. Od 1489, na skutek najazu tureckiego  nie obsadzona przez rezydującego biskupa. Ostatecznie w połowie XVII wieku włączona do diecezji szkoderskiej (współcześnie biskupstwo tytularne). Stolica tytularna Sarda ustanowiona została w 1933.

## Biskupi tytularni
| Lp. | Biskup                 | Funkcja                                 | Od                   | Do                   |
| --- | ---------------------- | --------------------------------------- | -------------------- | -------------------- |
| 1   | Cipriano Cassini       | wikariusz apostolski Bengbu (Chiny)     | 23 grudnia 1936      | 11 kwietnia 1946     |
| 2   | Daniel Liston          | biskup koadiutor Port-Louis (Mauritius) | 13 marca 1947        | 19 grudnia 1949      |
| 3   | João Floriano Loewenau | biskup-prałat Santarém (Brazylia)       | 8 września 1950      | 4 czerwca 1979       |
| 4   | Rafael Barraza Sánchez | biskup pomocniczy Durango (Meksyk)      | 26 października 1979 | 19 października 1981 |
| 5   | Traian Crișan          | urzędnik Kurii Rzymskiej                | 7 grudnia 1981       | 6 listopada 1990     |
| 6   | Bruno Bertagna         | urzędnik Kurii Rzymskiej                | 15 grudnia 1990      | 31 października 2013 |
| 7   | Paul Tighe             | urzędnik Kurii Rzymskiej                | 19 grudnia 2015      |                      |